# Garcinia kola

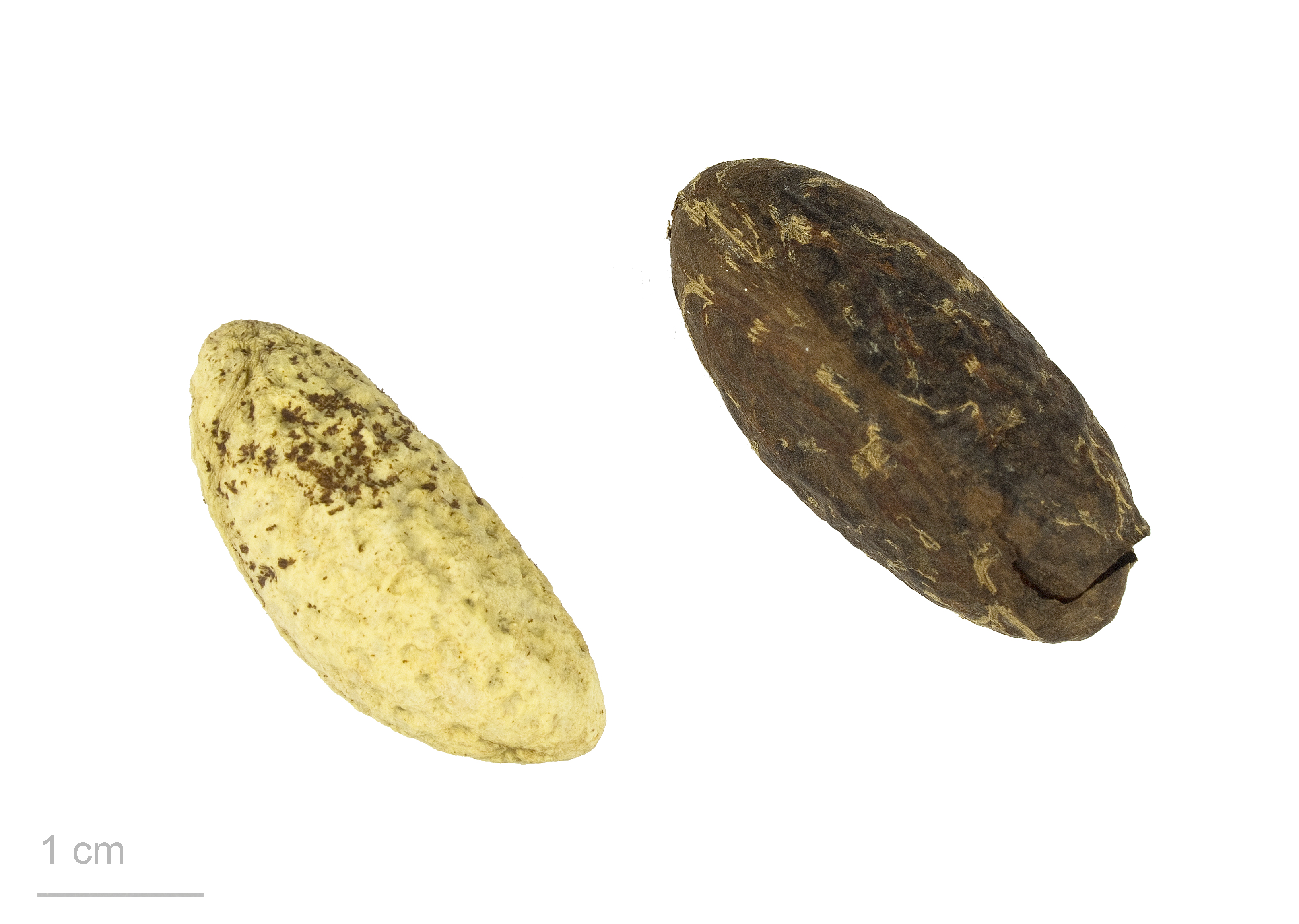
Garcinia kola

Garcinia kola (Bitter Kola, tên còn được dùng cho G. afzelii) là một loài thực vật có hoa thuộc họ Clusiaceae hoặc Guttiferae.
Loài này có ở Bénin, Cameroon, Cộng hòa Dân chủ Congo, Bờ Biển Ngà, Gabon, Ghana, Liberia, Nigeria, Senegal và Sierra Leone.
Môi trường sống tự nhiên của chúng là rừng ẩm vùng đất thấp nhiệt đới hoặc cận nhiệt đới.